# Соборная площадь (Омск)
Соборная площадь — главная площадь Омска, расположенная в центре города в условном четырёхугольнике между улицами Красный путь, Интернациональной, Тарской и Ленина. Здесь проходят все наиболее важные общегородские и государственные праздники, мероприятия, парады, на время проведения которых через площадь перекрывается движение общественного транспорта, и она становится пешеходной.

## История
Поскольку основные храмы Омска XIX века не вмещали всех прихожан, возник вопрос о расширении Воскресенского собора, который находился недалеко от нынешней Соборной площади. В 1885 году был учреждён специальный комитет для сбора средств на реконструкцию храма. Позднее было принято решение о строительстве нового собора. Строительство началось в 1891 году на месте бывшей городской рощи (16 июня будущим царём Николаем II был заложен первый камень ), но в процессе оказалось, что разработанный проект требует больших средств, и архитектором Э. Виррихом было предложено новое, более экономичное решение.
Пятиглавый Успенский собор, выполненный в стиле русского зодчества XVII века, стал настоящей достопримечательностью города. Установленный в центре города (в наши дни восстановлен на прежнем месте), храм был виден со стороны Иртыша и являлся архитектурной доминантой Омска.
Храм находился на пересечении главных городских магистралей (Тарской, Тобольской, Александровской, Капцевичевой и Казнаковской улиц). Он стал самым посещаемым и почитаемым местом, а на площади рядом с собором проходили официальные городские мероприятия. О его значимости, как центра самых важных событий в духовной и общественно-политической жизни Омска говорят такие примеры, как присутствие на службах Иоанна Кронштадтского, П. А. Столыпина, великого князя Константина Николаевича.
В 1902 году вокруг собора был разбит Архиерейский сад. Здесь проходили крестные ходы и церковные парады. Особенно памятны мероприятия в честь назначения епископом Омским Андроника в 1913 году. 9 июня 1916 года на площади у кафедрального собора было отслужено всенощное бдение в честь Иоанна Тобольского. 10 марта 1917 года здесь же, на площади, проходят мартовские торжества «гражданских свобод» в честь свержения самодержавия.
В 1917 году рядом с собором заканчивается строительство Дома судебных установлений (впоследствии это здание даст неофициальное название площади — площадь у Законодательного собрания), построенное по проекту архитектора В. А. Прусакова. В 1919 году здесь были приведены к присяге Верховный правитель России А. В. Колчак, П. В. Вологодский и другие члены Российского правительства. На втором этаже данного здания, расположенного на площади, был расквартирован отряд по охране золотого запаса России. Затем в этом здании располагается Сибирский революционный комитет, а позднее советские партийные органы.
Успенский собор функционировал до 1920 года, но с приходом большевиков он был отдан обновленцам, которые не смогли собрать прихожан. В результате долгое время собор пустовал.
В 1934 году напротив храма располагается обком партии. Площадь приобретает современное очертание.
Соседство с православным храмом претит партийному руководству. В 1935 году было решено взорвать собор.Тройка НКВД, принявшая решение о сносе храма, рассчитывала использовать полученные кирпичи для нового областного наркомата внутренних дел, но здание распалось на крупные блоки, непригодные для строительства. Интересно, что алтарная стена после взрыва устояла, и долгое время находилась в целом состоянии.
В 1936 году на данном месте был разбит Сад пионеров с декоративным прудом. С 1949 года на месте бывшего собора каждый год устанавливалась городская ёлка и «зимний городок».
В 1996 году здесь поставили цвето-музыкальный фонтан.
В 1999 году на месте бывшего собора устанавливается Поклонный крест из лиственницы. 11 июля 2005 года принимается решение о восстановлении собора. Строители приступают к работе.
15 июля 2007 года возрождённый собор торжественно открыт. На площади прошли праздничные мероприятия, в которых приняли участие более 800 артистов со всей России: солисты Большого театра В. Маторин, Т. Ерастова и А. Захаров, кинорежиссёр Н. Михалков, артисты В. Талызина, Д. Певцов, С. Захаров, Т. Гвердцители, Н. Бабкина и многие другие. После концерта состоялся грандиозный фейерверк.
Правительство Омской области выступило с предложением переименовать площадь рядом с собором. 14 августа 2007 года площади, которая до этого называлась просто «площадью у Законодательного собрания» официально присвоено название «Соборная площадь». Решение о присвоении наименования было единогласно одобрено всеми 27 присутствовавшими на заседании депутатами городского собрания.
Теперь на площади проходят все главные общегородские и государственные праздники и торжественные мероприятия. На время их проведения перекрывается движение транспорта по Соборной площади.
По сложившейся в конце XX века традиции, все крупные спортивные мероприятия (Кросс наций, Сибирский международный марафон, велопробеги, соревнования по стритболу) стартуют и финишируют на Соборной площади. Например, здесь проходят ежегодные легкоатлетические эстафеты на призы правительства Омской области. 12 мая 2004 года на площади прошёл праздник «Авангард — чемпион России». На большом экране состоялась прямая трансляция церемонии, затем была показана культурно-спортивная программа.

## Транспорт
К Соборной площади можно проехать различными видами транспорта (троллейбус, автобус, маршрутное такси) до остановки «КДЦ им. Маяковского».

### По ул.Красный путь
По улице Красный путь до Соборной площади можно проехать со стороны Левого берега через Метромост и со стороны Нефтяников. При этом транспорт движется в направлении ул. Ленина либо сворачивает на ул. Интернациональную. Транспорт, идущий в сторону ул. Ленина, останавливается напротив здания «Россельхозбанка»:
- Троллейбусы: №8
- Автобусы: №73, №94

На ул. Интернациональной останавливаются:
- Троллейбусы: №2, №4
- Автобусы: №20, №22, №23, №24, №33, №59, №63, №69, №77, №78, №95, №109, №110

### По ул.Интернациональной
Со стороны центра города к Соборной площади можно проехать только по ул. Интернациональной. Напротив Омско-Тарского Епархиального управления останавливается автобус №23. Остальной транспорт проезжает до остановки «КДЦ им. Маяковского»:
- Троллейбусы: №2, №4, №8
- Автобусы: №20, №22, №24, №28, №33, №44, №59, №64, №69, №73, №77, №94, №95, №109, №110

### По ул. Орджоникидзе
Кроме основных маршрутов, проходящих по центральным магистралям, к Соборной площади можно проехать по ул. Орджоникидзе. Автобус №63 останавливается на остановке «КДЦ им. Маяковского» между кинотеатром и кафе.

## Объекты
- Весной 1936 года на территории нынешней Соборной площади началось строительство всевозможных павильонов, спортивных площадок, украшенных садово-парковыми скульптурами, характерными для данного периода времени. До наших дней постройки не сохранились. Существуют только зарисовки в Государственном архиве, по которым можно воссоздать облик площади. С советских времён сохранилась скульптурная композиция «Дети с пингвином», выполненная из чугуна. Предположительно, она была установлена в конце 1950-х годов.[16] Рядом располагалась скульптура «Игра в мяч» и декоративная гипсовая ваза (в настоящее время не сохранились). Много лет композиция находилась в зарослях сквера, затем её расчистили, проложив тропинку. При строительстве нового храма «Дети с пингвином» не пострадали и в наши дни находятся на прежнем месте. Подробнее о скульптурных украшениях Сада пионеров можно узнать из книги Морозов А. И. Конец утопии. — М.: Галарт, 1995. — Т. Улицы города Омска. — 224 с. — 5000 экз..
- Долгие годы главным украшением площади был памятник В. Ленину, установленный напротив Дома Советов (впоследствии — Законодательного собрания). Памятник был выполнен из чугуна. В связи с постройкой нового собора, памятник закрыли на реконструкцию, а в ночь на 28 июля 2007 года тайно демонтировали и вывезли на территорию Городского музея.[17] Омский государственный историко-архивный музей объявил конкурс на восстановление памятника, как предмета музейного достояния, хотя, возможно, его месторасположение будет изменено.[18]
- Декоративный пруд с памятником «Олень» был установлен предположительно в 1980—1990 гг. Омские верующие видят в этом своеобразное кощунство и святотатство: на месте бывшего храма — памятник «рогатому». После принятия решения о восстановлении храма, памятник был демонтирован. В настоящее время обсуждается проект его переноса в другое место. Автор проекта М. М. Хахаев предполагает перенести «Оленя» в сквер на улицу Тарскую, где установлен памятник жертвам сталинских репрессий, либо на площадь Победы.[19] Примечательно, что в Омске существуют и другие памятники оленям (например, на Иртышской Набережной и ул. Училищной, возле Управления службы по ветеринарному надзору Омской обл.).
- Скульптура «Марафонец» появилась на площади в более позднее время. Идея памятника принадлежит двум омским скульпторам, постоянным участникам омских марафонов Г. Чиркину и И. Бухарцеву. Воплотил замысел московский скульптор В. Кириллов (памятник открыт 31 июля 2003 года). По замыслу автора, спортсмен бежит по символической дорожке, которая, как космическая орбита, устремляется вверх и превращается в финишную ленту на груди бегуна. Скульптура стала не только символом «Сибирского международного марафона» в Омске. Это первая в России композиция, посвящённая марафонскому движению (до 2003 года существовала единственная подобная скульптура в Праге).[20] На постаменте ежегодно высекаются имена абсолютных победителей марафонской дистанции в Омске. Подробнее о памятнике марафонцу можно прочесть в статьях: Василейко Е. 42 километра успеха // Московский комсомолец в Омске : газета. — 6—13 августа 2003. — № 32. — С. 20. и Чекмарёв В. Фантастический полёт Вадима Кириллова // Новое обозрение : газета. — Омск, 25 июня—1 июля 2003. — № 25. — С. 12.

## Интересные факты
- Долгие годы площадь у Законодательного собрания украшали голубые ели, ставшие практически омской достопримечательностью. Но в ночь на 25 декабря 2005 года их вырубили. По информации интернет-портала ОТКРЫТЫЙ ОМСК[21] распоряжение об уничтожении деревьев отдал заместитель мэра, не согласовав действия с Законодательным собранием. В настоящее время предпринимаются попытки восстановить зелёные насаждения бывшего сквера, уничтоженного в связи со строительством Успенского собора, но деревья не приживаются на твёрдой, утоптанной за несколько десятилетий почве.[6][19]
- 23 февраля 2005, в год празднования 60-летия Победы, на площади прошло торжественное построение и смотр-конкурс строя и песни воинских частей Омского гарнизона, кадетов и подразделений МВД России и Минюста, посвященные Дню защитника Отечества. Впервые мероприятие проходило при сильном морозе.[22]